# Xoixons
Els xoixons són un grup de tribus de parla uto-asteca, també anomenades numic. El mot xoixon prové de shishinowihs o shishinoats hitaneo "serp" o "vibres", però ells s'anomenaven numa "poble".

## Grups xoixons

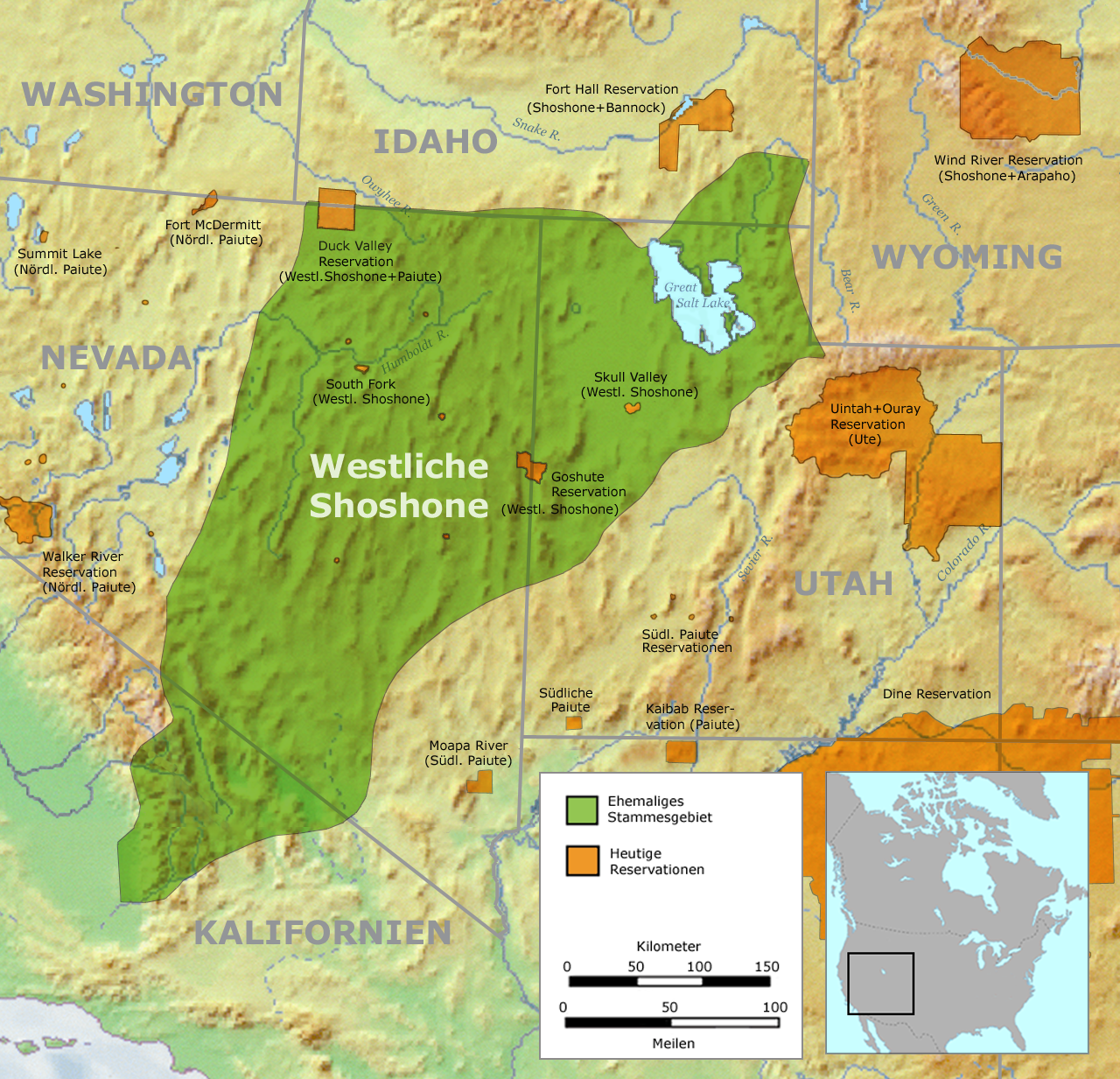
Territori xoixoni

Els xoixons pròpiament dits es dividien en quatre grups, però un d'ells, els comanxe, més tard formaren una tribu a part:
- Xoixons occidentals, a Nevada, no tenien cavalls i eren anomenats diggers (cavadors). Entre ells hi ha els gosiute, el nom dels quals potser prové de Gossip (un dels seus cabdills) i ute. Vivien al centre de Nevada.

- Kusiutta, Goshute (Gosiute), Desert i Gran Llac Salat, Utah

- Cedar Valley Goshute
- Deep Creek Goshute
- Rush Valley Goshute
- Skull Valley Goshute, Wipayutta, Weber Ute
- Toole Valley Goshute
- Trout Creek Goshute

- Kuyatikka (Kuyudikka, menjadors d'arrels), Halleck, Mary's River, Clover Valley, Smith Creek Valley, Nevada
- Mahaguadüka (menjador de llavors de Mentzelia), Ruby Valley, Nevada
- Painkwitikka (Penkwitikka, menjadors de peix), Cache Valley, Idaho i Utah
- Pasiatikka (menjadors d'herba), Deep Creek Gosiute, Deep Creek Valley, Antelope Valley
- Tipatikka (menjadors de pinyons), northernmost band
- Tsaiduka (menjadors de tule), Railroad Valley, Nevada
- Tsogwiyuyugi, Elko, Nevada
- Waitikka (menjadors d'arròs), Ione Valley, Nevada
- Watatikka (menjadors de llavors de sègol), Ruby Valley, Nevada
- Wiyimpihtikka (menjadors de baies de búfal)

- xoixons septentrionals, posseïen cavalls i vivien al Nord de Utah i sud d'Idaho.

- Agaideka (menjadors de salmó, lemhi), riu Snake i vall del riu Lemhi River
- Doyahinee (gent de la muntanya)
- Kammitikka (menjadors de llebres), Snake River, Great Salt Lake
- Hukundüka (menjadors de llevors d'herba acantàcia, menjadors de blat salvatge), possible sinònim de Kammitikka
- Tukudeka (Dukundeka), menjadors d'ovelles, menjadors de muflons), Sawtooth Range, Idaho
- Yahandeka (Yakandika, menjadors de marmotes), rius baix Boise, Payette, i Wiser

- Xoixons orientals o Windriver, a Wyoming.

- Kuccuntikka (Guchundeka', menjadors de búfals)
- Tukkutikka (Tukudeka, menjadors de muflons), més tard units als xoixons septentrionals
- Boho'inee (Pohoini, Pohogwe, gent de l'herba de sàlvia, gent de l'artemisa)

- Southern Shoshone, al desert de Mojave (Califòrnia)
- Lemhi Shoshone o Sheepeaters, al centre d'Idaho.
- Bruneau Shoshone, a Oregon i Oest d'Idaho.

## Localització
Vivien entre Montana i Idaho i arribaven al SE de Califòrnia, centre i est de Nevada, NO de Utah, sud d'Idaho i oest de Wyoming. Els gosiute vivien als marges del llac Great Salt (Utah).

## Tribus i reserves
- Reserva índia de Battle Mountain, comtat de Lander (Nevada)
- Reserva Big Pine, al centre de la vall d'Owens, comtat d'Inyo (Califòrnia); Paiute-xoixon de la vall d'Owens
- Tribu Paiute Bishop de la colònia Bishop, nord de la vall d'Owens, comtat d'Inyo
- comunitat índia de Death Valley, Furnace Creek, Parc Nacional de la Vall de la Mort, Califòrnia; Timbisha xoixoni
- Reserva índia de Duck Valley, sud Idaho/nord Nevada, tribu paiute-xoixoni (Occidental)
- Reserva índia de Duckwater, situada a Duckwater (Nevada), aproximadament a 120 km d'Ely (Nevada) .
- Colònia índia Elko, comtat d'Elko (Nevada)
- reserva índia Ely Xoixon a Ely (Nevada), 111 acres (0.45 km²), 500 membres
- Reserva paiute-xoixon Fallon vora Fallon (Nevada), 8.200 acres (33 km²), 991 membres, xoixon occidental i paiute
- Reserva índia Fort Hall, 544.000 acres (2.201 km²) a Idaho, lemhi xoixon amb bannock, una banda paiute amb la que s'ha unit.
- Reserva índia de Fort McDermitt, Nevada i Oregon, tribu paiute i xoixon de Fort McDermitt.
- Tribus Confederades de la reserva índia Goshute, 111.000 acres (449 km²) a Nevada i Utah, xoixons occidentals
- Reserva Xoixon Lemhi (1875–1907) a Idaho, traslladats a la reserva índia Fort Hall.
- Reserva índia de Lone Pine, baixa vall d'Owens, comtat d'Inyo (Califòrnia)
- Banda nord-oest de la Nació Xoixon, Utah, reserva Washakie)[8]
- Colònia índia Reno-Sparks, Nevada, 1988 acres (8 km²), total 481 membres xoixon, paiute, i washoe
- Reserva índia de Skull Valley, 18,000 acres (73 km²) a Utah, Xoixon occidental
- Colònia índia South Fork Odgers Ranch, comtat d'Elko (Nevada)
- Colònia índia Wells, comtat d'Elko
- Reserva índia Wind River, població 2.650 xoixon orientals, 2.268.008 acres (9.178 km²) de reserva a Wyoming compartides amb els arapaho septentrional

## Demografia
El 1845 la població estimada de xoixons occidentals i septentrionals eren uns 4.500 individus, però es van veure força reduïts per les malalties i les guerres. El 1909 restaren reduïts els xoixons pròpiament dits a quatre grups que sumaven 3.250 individus:
- els xoixons-bannock d'Idaho, uns 1.766.
- La Western Shoshone School (Nevada), amb 243 individus.
- Els de Windriver (Wyoming), 816
- Sense agència, uns 750 més

El 1937 la Bureau of Indian Affairs comptava 3.650 xoixon septentrionals i 1.201 xoixons occidentals. Cap al 1960 hi havia 1.623 a Idaho i 2.151 a Nevada, i potser uns 2.000 més a Wyoming, sumant en total uns 7.500 individus. Segons el cens dels Estats Units del 2000 hi havia més de 20.000 individus repartits entre les diferents tribus:
- Xoixon (incloent les tribus Ely, Duckwater, Goshute, Skull Valley, Wind River, Yomba i altres), 12.026 individus.
- Tribu Xoixon-Bannock de la reserva de Fort Hall, 5.135 individus
- Tribus Te-Moak de xoixons occidentals de Nevada, 1.189 individus.
- Els paiute-xoixon (comptant els de Duck Valley, Fallon, Ft McDermitt, Bishop i altres), 3.539 individus

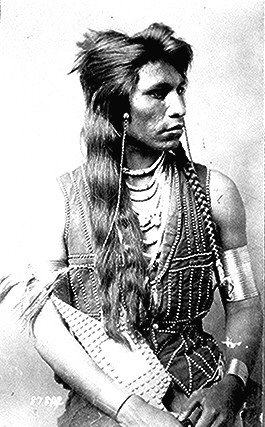
Rabbit Tail, escorta xoixon de l'exèrcit dels EUA

## Costums
Els de l'oest no tenien organització tribal i es dividien en famílies afiliades molt llunyanament, i que subsistien d'arreplegar llavors silvestres, insectes i petits mamífers. Cada família era nòmada i independent durant l'any, i només s'unia a les altres durant un temps per a dur conills, caçar antílops o dansar. Les hostilitats estaven confinades a baralles entre famílies. Alguns d'ells obtingueren cavalls després que arribessin els blancs a Nevada i Utah. Entre els tabús, creien que no podien caçar les dones que menstruaven. Per altra banda, els gosiute caçaven saltamartins i en feien sopes o els torraven. Els del nord i els windriver adquiriren cavalls a començaments del segle xviii (els windriver el 1680), abans que els blancs arribessin a llurs terres, i compraven vestits, estreps, mules i altres atuells als espanyols de Nou Mèxic.

També adoptaren la sella de muntar espanyola modificada amb una perilla plana i un arnès tresser. Formaren aleshores bandes de caçadors de bisons montats i de guerrers, i adoptaren dels altres indis de les planures el tipi, el vestit de pell de bisó i comptar els cops com a honor de guerra (colpejar o tocar un enemic en la guerra era un camí prescrit. Fins aleshores havien utilitzat els gossos com a animals de transport, i es creu que introduïren els cavalls entre els nez percé i els Tribus Confederades Salish i Kootenai. Així entre ells es diferenciaven els xoixons (a cavall) i els xoixoko (excavadors). Creien que quan hom moria anava a la Terra del Coiot, qui havia creat el món amb el seu amic el Llop, i fins que el llop no revivia i rentava el seu esperit no quedava restablit el seu lloc.

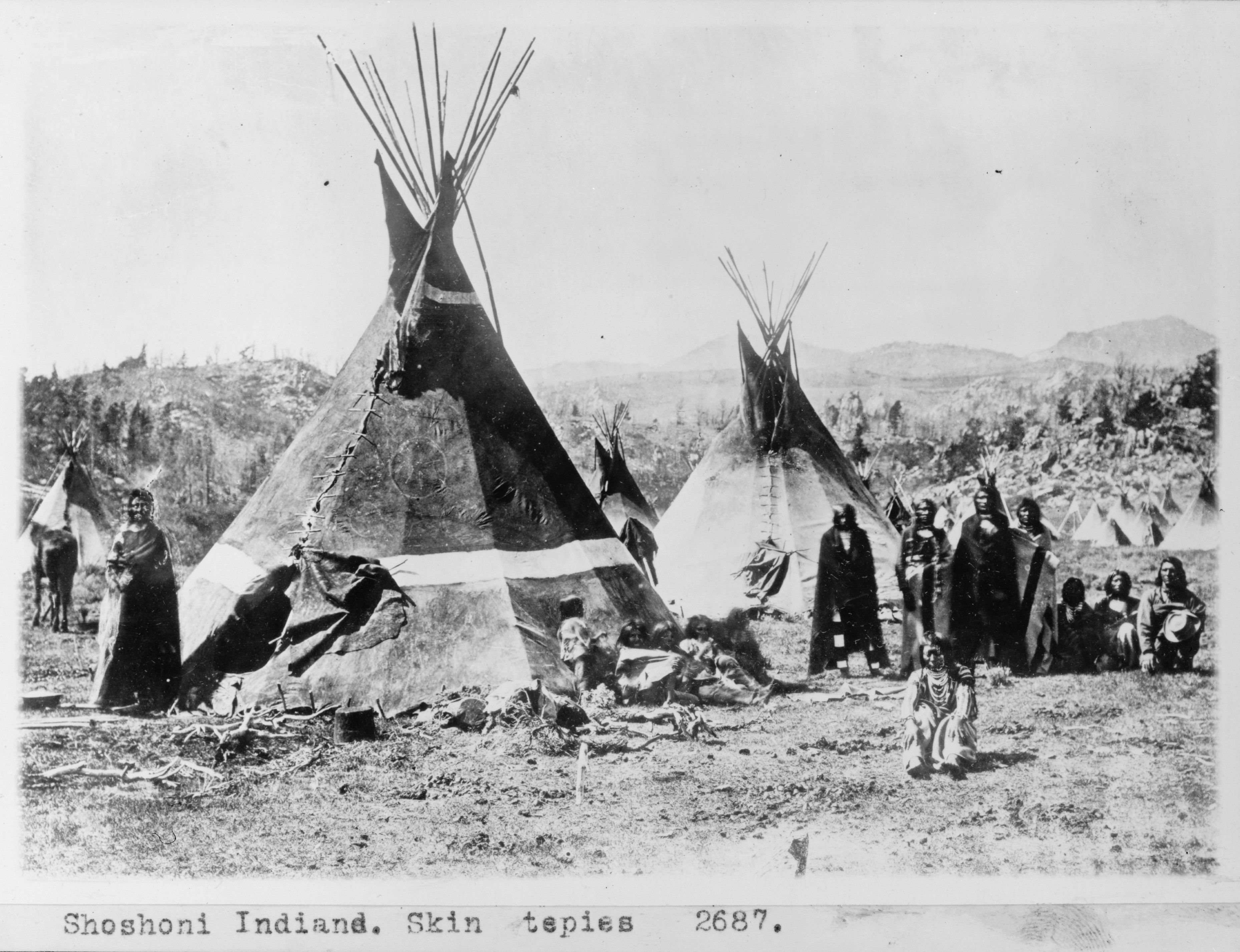
Xoixon al voltant del seu tipi, potser el 1890

## Història
Cap al 1700 foren expulsats de Saskatchewan pels blackfoot, que els assolaren amb cree i assiniboine per tal de robar-los cavalls. Potser els obtingueren dels comanxe; ja en tenien des del 1650, i cap al 1705 atacaren Nou Mèxic per obtenir-ne. Però el 1781 ja patiren per primer cop una epidèmia de verola. El 1804 Lewis i Clark visitaren al seu cabdill Cameahwait, qui es queixà que els espanyols no els venien fusells, i que els havien expulsat per pressions dels arapaho, pawnee, sioux, xeiene i crows. Sacajawea (1787-1812), xoixon d'Idaho que havia estat feta presonera pels hidatsa, els va acompanyar fins a territori xoixon. El 1825 foren visitats novament per Jedediah Smith, i el 1847 els mormons s'establiren vora el llac Salt, al seu territori. Endemés, el 1849 els minaires de la febre d'or travessaren llur territori, mentre que el 1857 es trobà plata a Comstock Lode, a territori xoixon. El 1862 Patrick Connor fundà Fort Douglas al seu territori, i el gener del 1863 esclatà el primer conflicte amb els blancs, quan Bear Hunter atacà colons i soldats; uns 800 soldats atacaren llur campament i provocaren la mort de 224 indis i 22 soldats. Endemés, el 1869 el ferrocarril travessà el seu territori. Donaren suport als cabdills bannock i paiute Egan i Buffalo Horn, i participaren en la Guerra Bannock del 1878, amb bannock i paiute, però foren vençuts pel general Oliver Howard. Simultàniament, el grup anomenat sheepeaters (menjadors d'ovelles, xoixon i bannock) es revoltaren a les muntanyes de Salmon River i durant un any s'enfrontaren a les tropes nord-americanes. Washakie (1804-1900) cabdill dels windriver, des del 1840 s'enfrontà als blackfoot. comptava amb un miler de guerrers i ajudà al general Crook, a Pierre-Jean de Smet i després a Brigham Young en Territori de Nevada. Més tard, el 1869 ajudà als EUA contra els seus aferrissats enemics, els sioux. Pels seus serveis el 1878 obtingué la reserva de Windriver, que comparteixen amb els Arapahoe. Tanmateix, el cap Tendoy (1834-1907) dels lemhi xoixon, s'oposà a la cessió de terres. L'u de gener del 1889 el paiute Wovoka va tenir la seva visió de la dansa de l'esperit (ghostdance). Aquesta religió tingué forces adeptes a Windriver mercè l'activisme de Nadzaip Rogers (1871-1952), William Washington Pambiduwi:yi/Long Haired Young Man i Tosa Bugkutua/White Colt (1853-1936), mentre que els germans Tom i George Wesaw la predicaven a Fort Hall. Alguns anys més tard, Tudi Roberts (1882-1957) continuà la pràctica a Sage Creek (Windriver), mentre que Emily Hill (1911-1988) la va reviure als anys cinquanta. El 1937 els windriver van rebre 4 milions de dòlars com a compensació per les terres arrabassades. La taxa d'atur i de suïcidis entre els 14 i 25 anys a la reserva era força alta. Sam Long (1912), xoixon de Nevada, va predicar el culte al peyote entre els xoixons, mentre el xaman John Trehero (1883-1985) va reintroduir la dansa del sol el 1941 entre els crows i altres tribus. Des del 1971 els explotacions minaires a Windriver provoquen contaminació ambiental, de manera que amb ecologistes blancs formaren el mateix any la Great Basin MX Alliance per evitar el llançament de míssils MX als deserts de Nevada i Utah.